# John Yallop
Pour les articles homonymes, voir Yallop.
John Yallop, né le 24 octobre 1949 à Luton, est un rameur d'aviron britannique. 

## Carrière
John Yallop participe aux Jeux olympiques de 1976 à Montréal et remporte la médaille d'argent avec le huit  britannique composé de Richard Lester, Timothy Crooks, Hugh Matheson, David Maxwell, James Clark, Fred Smallbone, Leonard Robertson et Patrick Sweeney.